# Gevlekte struiksluiper
De gevlekte struiksluiper (Calamanthus fuliginosus) is een zangvogel uit de familie Acanthizidae (Australische zangers).

## Verspreiding en leefgebied
Deze soort is endemisch in Australië en telt vier ondersoorten:
- C. f. albiloris: van zuidelijk-centraal Victoria tot zuidoostelijk New South Wales.
- C. f. bourneorum: van zuidoostelijk Zuid-Australië tot zuidwestelijk Victoria.
- C. f. fuliginosus: oostelijk Tasmanië.
- C. f. diemenensis: westelijk Tasmanië.

## Status
De grootte van de populatie is niet gekwantificeerd maar de soort wordt omschreven als onvoorspelbaar, maar plaatselijk soms vrij algemeen. Op de Rode lijst van de IUCN heeft deze soort de status niet bedreigd.